# Referendum w Szwajcarii w 2008 roku (czerwiec)
Referendum w Szwajcarii – referendum przeprowadzone 1 czerwca 2008 roku. Ponad 64% Szwajcarów opowiedziało się przeciwko planom Szwajcarskiej Partii Ludowej (SVP).
W referendum Szwajcarzy sprzeciwili się propozycji SVP, która zakładała przywrócenie zasady, że o przyznaniu obywatelstwa obcokrajowcom decyduje w głosowaniu lokalna społeczność. Pięć lat wcześniej tej zasadzie sprzeciwił się sąd federalny.